# Arbeitsinspektion
Arbeitsinspektion ist in vielen Staaten die Bezeichnung der Behörde, welche die Erfüllung gesetzlicher Bestimmungen zum Arbeitsschutz in Unternehmen überwacht. Die Bezeichnung dieser Kontrollbehörde ist je nach Staat unterschiedlich, z. B. in Deutschland als Gewerbeaufsicht, in Österreich als Arbeitsinspektorat oder in Großbritannien als Health and Safety Executive (HSE).
Auch sind die Aufgabengebiete sehr unterschiedlich geregelt, da für den Arbeitsschutz oft mehrere Behörden zuständig sein können, z. B. eigene Einrichtungen für Verkehr oder für Bergbau. In vielen Ländern wird die Überwachungsaufgabe um die Bereiche Umweltschutz oder Abfallrecht erweitert.
Durch die Umsetzung internationaler Vereinbarungen, wie des Protokolls 81 von 1995 zum Übereinkommen über die Arbeitsaufsicht, 1947, der Internationalen Arbeitsorganisation (ILO) werden die nationalstaatlichen Grundlagen für die Kontrolle geschaffen.
Auf EU-Ebene ist das Senior Labour Inspectors Committee als zentrale Koordinationsstelle eingerichtet.